# Голый Шпиль
Голый Шпиль, Макотра, Таз-Оба — куполообразная, лесистая гора высотой 838 м с полянами у вершины на хребте Кыз-Лур в 5 км к югу от села Краснолесье Симферопольского района в Крыму.

## Описание

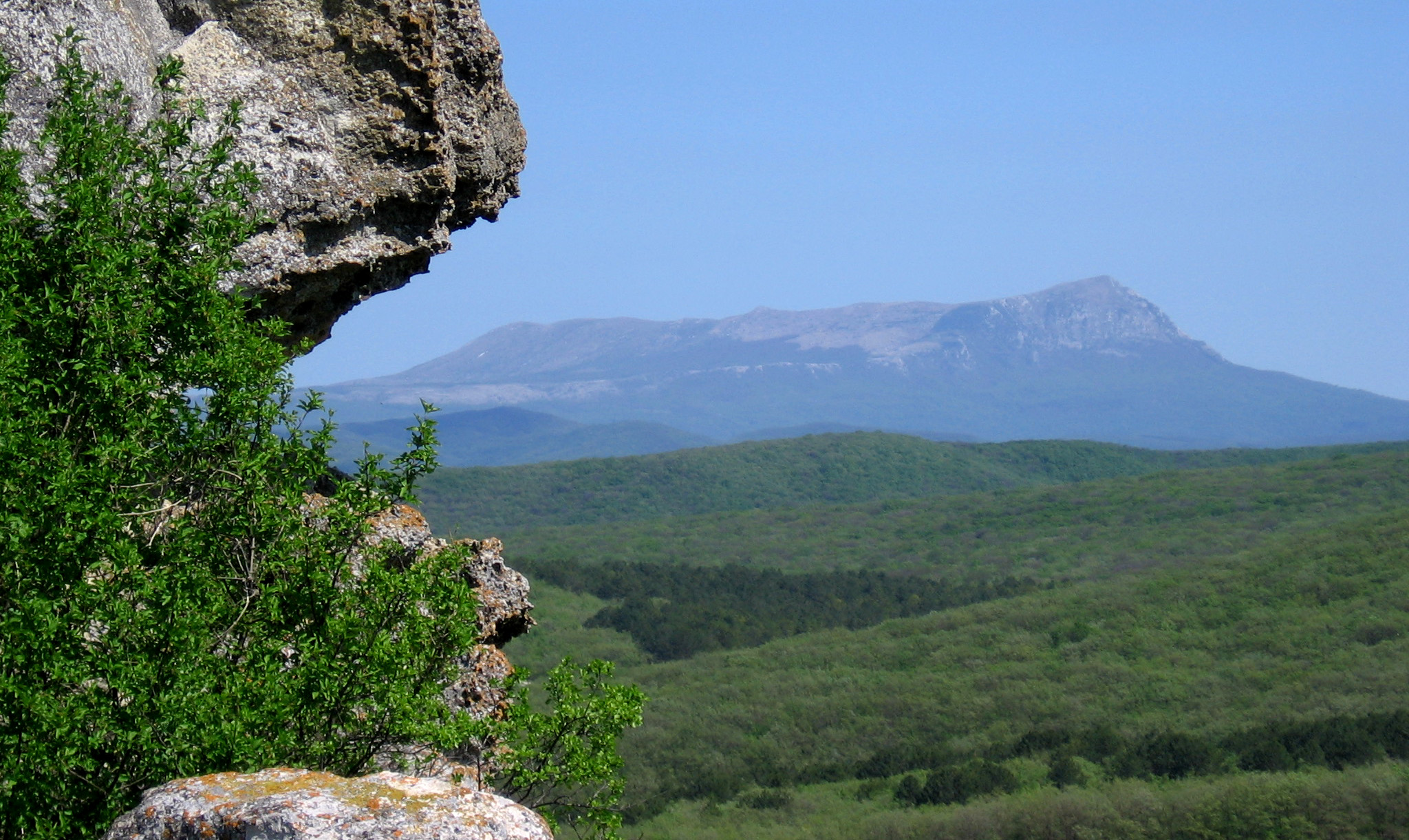
Вид с Баклы на Чатыр-Даг. Залесенный хребет на среднем плане — Абдуга 730 м, тёмная вершина левее — гора Голый Шпиль 838 м, за ними светлые обрывы Нижнего плато Чатыр-Дага

На северных склонах верховья бассейна реки Тавель и исток её притока Тавельчук. Шпиль — распространенное название обнаженных конических или куполообразных вершин. Поляны на вершине носят название урочище Макотра, которое иногда относят и к горе. Установлен триангуляционный знак. Хребет Кыз-Лур и гора Голый Шпиль — водораздел между бассейнами Альмы и Салгира, в более крупном масштабе между стоком Чёрного и Азовского морей. Южнее хребет Кыз-Лур с понижением переходит в хребет Абдуга.
Гора на территории Крымского природного заповедника. С юга от горы заповедный кордон Дубровый, с севера кордон Партизанский. Нахождение на территории Крымского природного заповедника без пропуска запрещено.

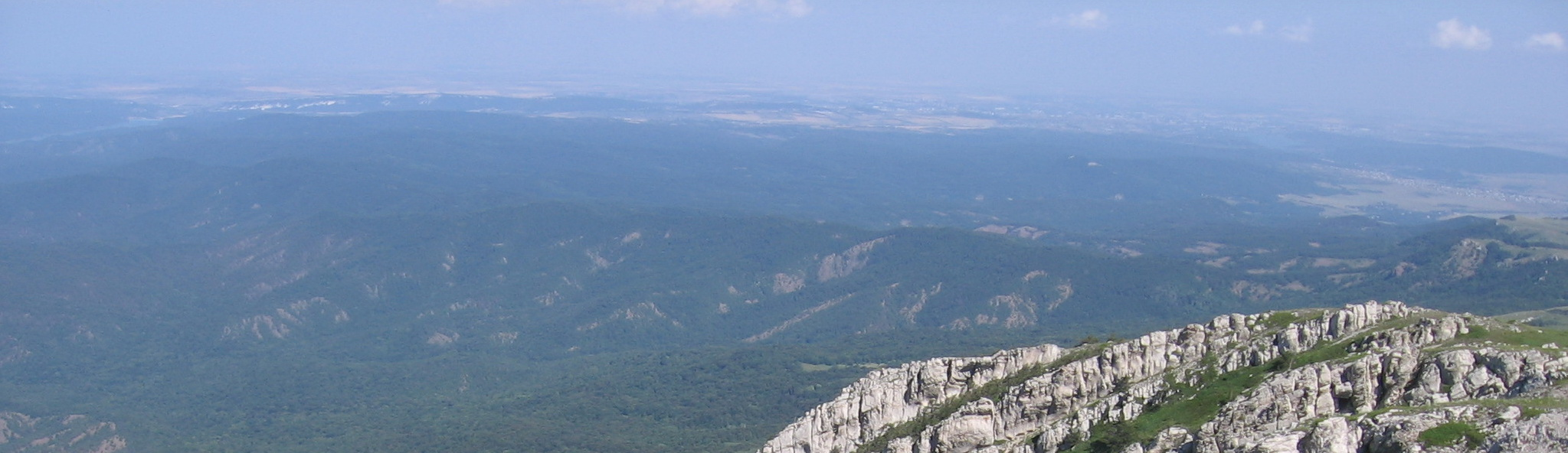
Хребет Кыз-Лур и вершина Голый шпиль на его левой оконечности (вид с Эклизи-Бурун)

## История
Места боёв 3-го отряда партизан Крыма. На горе находился партизанский наблюдательный пункт. На западном склоне горы развалины домика лесника из семьи Дмитрия Дмитриевича Кособродова — партизана Гражданской и Великой Отечественной войны, воспитавшего семерых сыновей партизан и одноимённый родник Кособродов фонтан.
Во время выброски 6 марта 1943 года группы испанских интернационалистов диверсантов майор РККА Хоакин Фейхоо Фернандес выпрыгнул из самолёта первым и ранее положенного времени и приземлился на вершину Голый Шпиль. Он добрался до села Тавель, где был укрыт местной жительницей. Однако она доложила местным карателям. В ходе боя майор не сдался и последним патроном застрелился.